# Luke Bracey
Luke Bracey (Sydney, 26 de abril de 1989) é um ator australiano, mais conhecido por interpretar  Trey Palmer na série de televisão Home and Away.

## Carreira
Bracey apareceu no filme Monte Carlo, e na série Dance Academy. 
Bracey interpretou Comandante Cobra em G.I. Joe: Retaliation, substituindo Joseph Gordon-Levitt, e estrelou em papéis principais nos filmes The November  e The Best of Me, este último baseado em uma minissérie The Best of Me de mesmo nome por Nicholas Sparks. 
Em 2015, ele estrelou em Point Break como agente do FBI Johnny Utah no remake de  Point Break. 
Em março de 2013, Bracey assinou contrato para o papel principal masculino no  ABC piloto de drama Westside produzido por McG e desenvolvido por Ilene Chaiken. 
Bracey apareceu no drama
Home and Away.
Em 2022 participou do filme Elvis, que retrata a vida do famoso cantor intitulado Rei do Rock. 
Em 2023 teve lançados 2 novos filmes:  Amor(es) Verdadeiro(s) e Casamento em Família, nesse segundo repetindo a parceria com Emma Roberts que havia estrelado Amor com data marcada (2020).

## Filmografia

### Filme
| Ano  | Titulo                 | Papel             | Notas |
| ---- | ---------------------- | ----------------- | ----- |
| 2011 | Monte Carlo            | Riley             |       |
| 2012 | American Dream         | Scott             |       |
| 2013 | G.I. Joe: Retaliation  | Comandante Cobra  |       |
| 2014 | The November Man       | David Mason       |       |
| 2014 | The Best of Me         | Young Dawson Cole |       |
| 2015 | Me Him Her             | Brendan           |       |
| 2015 | Point Break            | Johnny Utah       |       |
| 2016 | Hacksaw Ridge          | Smitty Ryker      |       |
| 2019 | Danger Close           | Sgt Bob Buick     |       |
| 2019 | Lucky Day              | Red               |       |
| 2020 | Holidate               | Jackson           |       |
| 2020 | Violet                 | Red               |       |
| 2021 | Elvis                  | Jerry Schilling   |       |
| 2023 | Amor(es) Verdadeiro(s) | Jesse             |       |
| 2023 | Casamento em família   | Allen             |       |

### Televisão
| Ano         | Titulo                  | Papel        | Notas         |
| ----------- | ----------------------- | ------------ | ------------- |
| 2010        | Dance Academy           | Aaron        | 3 Episódios   |
| 2009 - 2010 | Home and Away           | Trey Palmer  | 225 Episódios |
| 2020        | Little Fires Everywhere | Jamie Caplan | 3 episódios   |